# Nachal Ksalon
Nachal Ksalon (hebrejsky: נחל כסלון) je vádí na Západním břehu Jordánu a v Izraeli, v Judských horách v Jeruzalémském koridoru.
Začíná východně od města Har Adar a poblíž vesnice Bajt Surik na Západním břehu Jordánu. Směřuje pak k jihu, kde vstupuje na území vlastního Izraele, přičemž ze západu míjí město Mevaseret Cijon. Pak podchází dálnici číslo 1 a stáčí se k západu, míjí vesnici Ajn Nakuba a vede zahloubeným údolím se zalesněnými svahy okolo obcí Ajn Rafa, Giv'at Je'arim, Šo'eva, Šoreš, Ksalon, Bejt Me'ir a Ešta'ol. Poté se stáčí k jihozápadu a na severním okraji města Bejt Šemeš ústí do potoka Sorek.

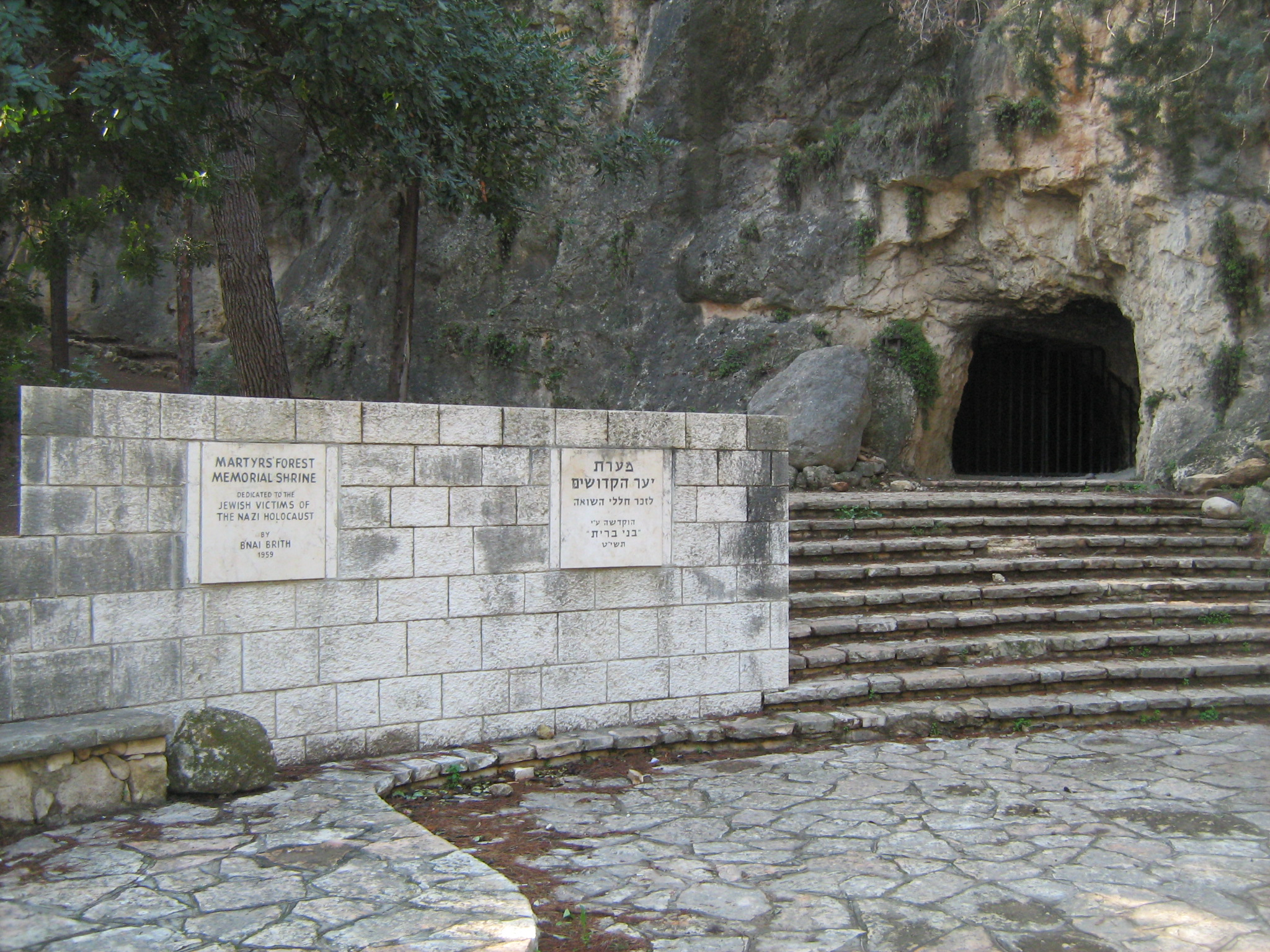
Jeskyně Bnej Brit v Lese Mučedníků

Poblíž dálnice číslo 1 se u vádí nacházejí čtyři prameny v lokalitě Ejn Chemed. Na dolní toku je vádí obklopeno nově vysázeným lesním komplexem (Les Mučedníků), kde bylo na počest obětí holokaustu vysázeno 6 miliónů stromů.